# OBM-41 Dubrovnik
OBM-41 Dubrovnik bio je ratni brod u sastavu Hrvatske ratne mornarice. Izgrađen je u bivšem SSSR-u 1968. godine te 1970. stavljen u službu u Jugoslavenskoj ratnoj mornarici pod imenom RČ-310 Velimir Škorpik.
1991. brod je zaplijenjen u Mornaričkom tehničkom remontnom zavodu Velimir Škorpik u Šibeniku te je kao raketni brod stavljen u službu u Hrvatskoj ratnoj mornarici pod imenom Dubrovnik. 
1995. na brodu su izvršene preinake te je pretvoren u brzi ophodni brod-minopolagač (OBM-41 Dubrovnik).
Posadu broda činilo je 13 časnika i 8 mornara.
Brod je povučen iz službe 2000. godine. Nakon otpisa i prodaje predani je ugovorenom dobavljaču.
Od 2009. u sastavu Hrvatske ratne mornarice raketna topovnjača RTOP-42 nosi ime Dubrovnik.

## Poveznice
- Raketni čamci klase Osa
- RTOP-42 Dubrovnik